# Termoresistència
Les termoresistències o RTD (de l'anglès Resistance Temperature Detectors) són resistències el valor de les quals varia en funció de la temperatura. Així, són sensors passius, ja que necessiten una alimentació. Es basen en el principi que tots els metalls tenen una resistència que depèn de la temperatura. L'augment de temperatura provoca un augment de la resistència elèctrica dels RTD. Aquest augment ve determinat per la fórmula matemàtica:
{\displaystyle R=R_{0}\left[1+AT+BT^{2}-100CT^{3}+CT^{4}\right]}
on:
R és la resistència a una temperatura de T °C
R0 és la resistència a 0 °C
T és la temperatura
Els sensors RTD (Resistance Temperature Detector), basats en un conductor de platí, or, plata, coure, niquel, tungstè o altres metalls, s'utilitzen per mesurar temperatures per contacte o immersió, i en especial per a un interval de temperatures elevades, linealitat i estabilitat; on no es poden utilitzar semiconductors o altres materials sensibles. perquè tenen un bon rang. El seu funcionament està basats en el fet que en un metall, quan puja la temperatura, augmenta la resistència elèctrica.
Hi ha diversos models matemàtics per al càlcul de les RTD, com ara el model linealitzat Rt=Rº(1+αT), encara que el més precís és l'equació Callendar-Van Dusen.

## Funcionament
- Variació de resistència en un conductor (sondes de resistència).
- Variació de resistència d'un semiconductor (termistors).
- FEM creada en la unió de dos metalls diferents (termoparells).
- Intensitat de la radiació total emesa pel cos (piròmetre de radiació).
- Altres fenòmens utilitzats en laboratori (velocitat del so en un gas, freqüència de ressonància d'un vidre, etc.).

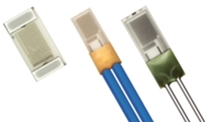
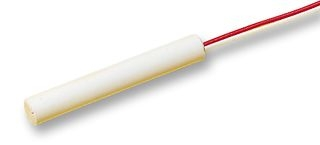
RTD (coberta ceràmica)
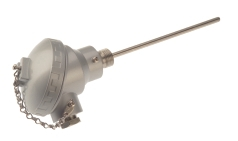
sonda de mesura
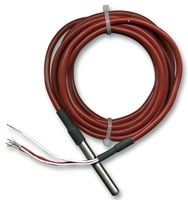
sonda de mesura
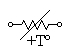
Símbol RTD

## Tipus de sensor rtd

### PT100
El "pt" a la designació del PT100 indica que el sensor està fet amb un element de platí. El 100 és el seu factor de resistència. El sensor PT100 RTD és un dels instruments de mesura de temperatura més precisos amb un factor de resistència de 100 Ω a 0 ° C o 32 ° F amb molt poca deriva al llarg del temps. Hi ha diverses versions del PT100 que tenen diferents coeficients de temperatura, representats per la lletra grega alfa o α. El més comú és el "385".

### PT1000
Imprimiu a temperatures més altes i milloreu la precisió amb un detector de temperatura de resistència (RTD). Tant els RTD Pt1000 com els Pt100 utilitzen una resistència de platí per obtenir el millor rendiment de detecció de temperatura. Tot i que el Pt1000 funciona amb moltes plaques fora de la caixa amb o sense amplificador, el Pt100 necessitarà un amplificador en la majoria dels casos.